# Hans Wentorf
Hans Wentorf (* 6. April 1899 in Hamburg; † 1. Januar 1970 ebenda) war ein deutscher Fußballspieler und zweifacher Nationalspieler des Jahres 1928.

## Laufbahn
Die sportliche Laufbahn des Schülers Hans Wentorf begann 1906 in der Turnabteilung des Eimsbütteler TV. Erst später entschied er sich für den Fußball und debütierte mit 17 Jahren in der Saison 1916/17 in der Ligamannschaft des ETV. Seine Geschmeidigkeit beim Hechten, Fausten und Springen wurden von vielen Beobachtern der Hamburger Sportszene seiner soliden Grundausbildung in der Turnabteilung zugeschrieben. In der Saison 1921/22 wurde der Eimsbütteler Torhüter in die Verbandsauswahl von Norddeutschland im Wettbewerb des Bundespokal berufen. Er debütierte am 9. Oktober 1921 in Stettin gegen die Auswahl von Balten. Neben dem ETV-Torhüter waren auch noch seine Vereinsmitspieler Oscar Lüdecke, Alfred Heynen und Walter Lorenz beim 4:1-Erfolg in der NFV-Vertretung im Einsatz. Beim 3:0-Halbfinalerfolg am 13. November des gleichen Jahres in Halle gegen Mitteldeutschland vertraten die gleichen Spieler die rot-weißen Farben des ETV. Am 5. März 1922 setzte sich aber die Auswahl von Süddeutschland überlegen in Hamburg mit 7:0 Toren gegen Norddeutschland durch. Wentorf musste dabei vier Tore von Andreas Franz und drei Treffer von Heinrich Träg hinnehmen. Im Elbekreis hatte der ETV mit 25:3 Punkten und 57:16 Toren den ersten Platz vor Altona 93 belegt. Zur Runde 1922/23 wechselte er zusammen mit dem Verteidigerpaar Lüdecke und Waldemar Gilge zur Konkurrenz nach Altona. An der Seite der "Legende" Adolf Jäger zog er mit dem AFC 1924/25 als norddeutscher Vizemeister in die Endrunde um die deutsche Fußballmeisterschaft ein. Nach dem 4:2-Erfolg in Stettin gegen den SC Titania ging aber am 17. Mai das Heimspiel gegen den Duisburger SpV mit 0:2 Toren – zweifacher Torschütze war August Sackenheim – verloren. Zuvor hatte er aber mit der NFV-Auswahl am 22. Februar 1925 in Hamburg vor 25.000 Zuschauern durch einen 2:1-Erfolg gegen Süddeutschland den Bundespokal gewonnen. Auch 1926/27 stand Wentorf erneut mit Norddeutschland im Finale des Bundespokals.
Der Torwart von Altona 93 debütierte in der Nationalmannschaft beim 3:2-Sieg gegen die Schweiz in Bern am 15. April 1928. Er parierte beim letzten Spiel vor den Olympischen Spielen in Amsterdam in der 26. Spielminute einen Elfmeter des eidgenössischen Verteidigers Rudolf Ramseyer. Sein viertes Finalspiel um den Bundespokal brachte ihm am 29. April seine dritte Niederlage. An dem langjährigen Stammtorwart Heiner Stuhlfauth, der auch beim olympischen Fußballturnier 1928 im Tor stand und wo Wentorf und Paul Gehlhaar mit der Ersatzbank vorliebnehmen mussten, und an Willibald Kreß kam Hans Wentorf jedoch in der Nationalmannschaft nicht vorbei. Wentorf kam deshalb nur noch am 16. September – es war die erste nacholympische Partie – beim 2:1 gegen Dänemark zum Einsatz. Das Spiel fand ausgerechnet in Stuhlfauths Heimatstadt Nürnberg statt.
Zu Beginn des Jahres 1929 verabschiedete er sich überraschend vom Fußball, indem er seine Spielerlaufbahn plötzlich und unvermittelt beendete. „Ich wüsste nicht einmal eine gut motivierte Begründung. Ich spürte ein gewisses Ruhebedürfnis und habe dann einfach nicht wieder angefangen“, antwortete er Anfang der 50er Jahre einem Reporter auf die Frage nach dem Warum.